# Jan Płócienniczak
Jan Płócienniczak (ur. 1937 w Łodzi, zm. 9 lutego 2008 w Pruszkowie) – polski milicjant i policjant (pułkownik/podinspektor Milicji Obywatelskiej/Policji),  dziennikarz telewizyjny, gospodarz Magazynu Kryminalnego 997 w latach 1986-1990.

## Życiorys
Po maturze ożenił się. Pracował jako planista w Łódzkich Zakładach Włókien Sztucznych.
1 maja 1960 rozpoczął pracę w organach ścigania. Został oficerem dochodzeniowym i oddelegowany do Komendy Milicji Obywatelskiej Łódź-Śródmieście. Ukończył szkołę podoficerską w Pile. Następnie ukończył zaocznie studia w Szkole Oficerskiej Milicji Obywatelskiej w Szczytnie. Po studiach awansował na szefa sekcji kryminalnej w komendzie Łódź-Górna. Wyjechał do Warszawy, by rozpocząć pracę w Komendzie Stołecznej MO w Wydziale Kontroli i Analiz. Po przepracowaniu trzech miesięcy został naczelnikiem wydziału kryminalnego w komendzie na Woli. Został wysłany na trzy lata na studia w Akademii Spraw Wewnętrznych. Po ukończeniu ASW został naczelnikiem Wydziału Kryminalnego w Komendzie Stołecznej MO, gdzie pracował przez cztery lata. Pracował w wydziale inspekcji. Następnie pracował w Biurze Kryminalnym Komendy Głównej MO, aż do emerytury. 
Był pierwszym prowadzącym Magazynu Kryminalnego 997. Do prowadzenia tego programu został wytypowany przez Komendę Główną MO z sekcji zabójstw. Jako prezenter tej audycji, został uhonorowany Wiktorem za rok 1988. Magazyn prowadził w okresie X 1986 – XI 1990. Był także konsultantem przy realizacji seriali telewizyjnych: Tulipan (1986) i Akwen Eldorado (1988). W 1981 roku w serialu TV 07 zgłoś się (w odcinku pt. Ścigany przez samego siebie zagrany przez Jerzego Lipińskiego). 
W wyborach w 1989 kandydował w województwie łódzkim do Senatu, przechodząc do drugiej tury. 19 czerwca 1989 przegrał z Cezarym Józefiakiem, który zdobył mandat senatora I kadencji, prowadząc kampanię wyborczą pod hasłem: „Profesor w Senacie, milicjant w komisariacie!”.
Wystąpił gościnnie w kabarecie Tadeusza Drozdy, gdzie wykonał arię Skołuby ze Strasznego dworu Stanisława Moniuszki. Pojawił się także w autorskim programie Drozdy „Dyżurny Satyryk Kraju” w cyklu zatytułowanym „Pogwarki przy barku”. Po zakończeniu występów w kabarecie, przygotowywał własny program w TVP pt. Dlaczego, poświęcony problematyce przestępczości wśród nieletnich. Emitowano go przez rok.